# Собрание повествований о Трое

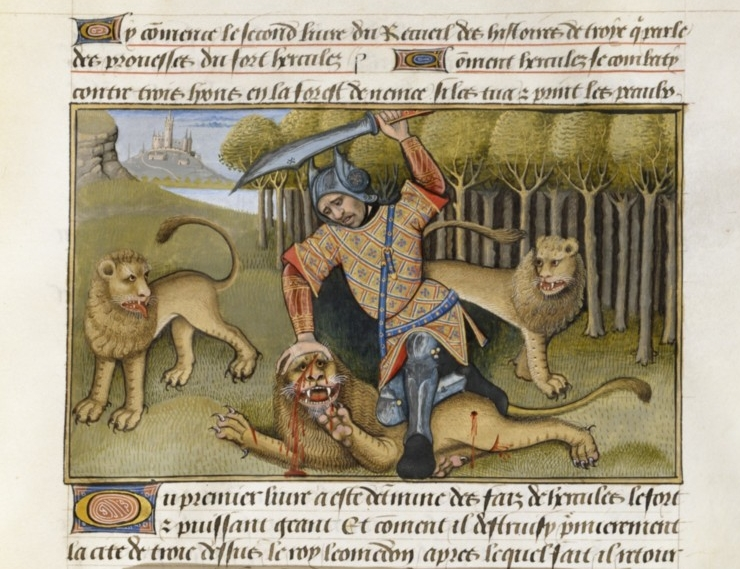
Немейский лев, Разворот из «Собрания повествований о Трое».

Собрание повествований о Трое (староангл. Recuyell of the Historyes of Troye, фр. Recueil des Histoires de Troye, 1464) — французский рыцарский роман, написанный Раулем Лефевром, священником времён короля Филиппа III. Переведен Уильямом Кекстоном и напечатан им, возможно, вместе с Колардом Менсионом (Colard Mansion) в 1473 или 1474 гг. в Брюгге. «Собрание повествований» считается первой книгой, напечатанной на английском языке. В специальном экземпляре также есть гравюра, изображающая Кекстона, который дарит книгу Маргарите Йоркской (Margaret of York). Этот том сегодня находится в Хантингтонской библиотеке (Huntington Library) (США).
Английский перевод послужил источником для позднетюдоровского моралите (Morality play) Орест (Horestes) (1567).